# Chiesa dei Santi Antonio Abate e Bernardino
La chiesa dei Santi Antonio Abate e Bernardino è un luogo di culto cattolico dalle forme neoromaniche, situato in via Co' di Sopra a Gramignazzo, frazione del comune sparso di Sissa Trecasali, in provincia e diocesi di Parma; è sede di una parrocchia compresa nella zona pastorale della Bassa.

## Storia
L'antica parrocchiale di Gramignazzo venne costruita nel XVIII secolo e ospitava un pregevole organo realizzato dalla ditta bergamasca Serassi.
Questo edificio fu distrutto nel dicembre del 1944 durante un bombardamento aereo angloamericano che aveva come obiettivo il ponte sul fiume Taro.
La nuova chiesa venne edificata nei primi anni del dopoguerra su disegno dell'architetto Mario Vacca adoperando i mattoni prodotti dalla fornace Pizzi.
Tra gli anni settanta e gli anni ottanta si provvide ad adeguare la parrocchiale alle norme postconciliari mediante l'aggiunta dell'ambone e dell'altare rivolto verso l'assemblea; inoltre, nel 1985 venne realizzato il protiro in facciata, disegnato dall'architetto Gianni Capelli.
Dai primi anni 2020 è chiusa per problematiche strutturali.

## Descrizione

### Esterno
La facciata a salienti della chiesa, rivolta a ponente, presenta al centro, all'interno di un ampio arco a tutto sesto strombato, il portale d'ingresso, preceduto dal protiro, e tre finestre, mentre ai lati vi sono due ulteriori finestre a tutto sesto murate.
Annesso alla parrocchiale è il campanile a base quadrata, la cui cella presenta su ogni lato un'ampia apertura ed è coperta dal tetto a quattro falde.

### Interno
L'interno dell'edificio è suddiviso da pilastri in tre navate, di cui la centrale è coperta da volte a crociera; al termine dell'aula si sviluppa il presbiterio, leggermente rialzato, ospitante l'altare maggiore e chiuso dall'abside di forma semicircolare.
Qui sono conservate diverse opere di pregio, tra le quali la pala con soggetto la Madonna col Bambino, risalente al 1741, il dipinto raffigurante la Presentazione al Tempio, eseguito nel 1756, la Via Crucis, del 1950, e la tela ritraente Sant'Antonio Abate, realizzata nel 1737.